# ری سه-یونگ
ری سه-یونگ (به کره‌ای: 리세웅،  زادهٔ ۲۲ دسامبر ۱۹۹۸) یک کشتی‌گیر فرنگی‌کار اهل کشور کره شمالی است.
از افتخارات وی می‌توان به کسب مدال برنز بازی‌های المپیک ۲۰۲۴ پاریس و بازی‌های آسیایی ۲۰۲۲ اشاره کرد.

## فعالیت حرفه‌ای

### المپیک ۲۰۲۴ پاریس
یونگ در وزن ۶۰ کیلوگرم کشتی فرنگی المپیک ۲۰۲۴ پاریس حاضر بود که در کشتی های اول و دوم ویکتور کیوبانو از مولداوی و اسلام‌جان بهرام‌اف از ازبکستان را شکست داد اما در نیمه نهایی به کائو لیگو از چین باخت و به دیدار رده‌بندی رفت. وی در دیدار رده‌بندی رایبر رودریگز از ونزوئلا را شکست داد و مدال برنز را به دست آورد.